# Prnjavor
Prnjavor (grafia cirillica: Прњавор) è una città della Bosnia ed Erzegovina. Si trova nell'entità della Repubblica Serba di Bosnia ed Erzegovina, nei pressi di Banja Luka con 38 399 abitanti al censimento 2013.

## Geografia fisica

### Generale
Prnjavor è un piccolo centro urbano nella pianura della Posavina bosniaca (la Slavonia a sud della Sava), a metà strada tra la capitale Banja Luka e Derventa. La cittadella si trova a 185 metri sul livello del mare ed è situata nei pressi del fiume Ukrina (Mala Ukrina e Velika Ukrina). La superficie della provincia è di 631 km², mentre quella della città è di circa 5,5 km². La città conta circa 18 000 abitanti (2002) mentre la provincia 52000. Il territorio è ricco di terra argillosa e di fonti di acque termali. Sia la città che la provincia sono un'area boscosa, ricca di vegetazione.

### Risorse
- Superficie coltivabile:  38 264 ettari
- Superficie boschiva: 	  17 339 ettari
- Risorse idriche: 	  fiume Ukrina, lago Drenova
- Risorse del sottosuolo:  argilla, calce, carbone

### Località nel comune di Prnjavor
Oltre alla città Prnjavor e alla sua periferia (Slatina, Borik, Jošik) si contano le seguenti località: Babanovci, Brezik, Crkvena, Čivčije, Čorle, Doline, Donja Ilova, Donja Mravica, Donji Galjipovci, Donji Palačkovci, Donji Smrtići, Donji Štrpci, Donji Vijačani, Drenova, Gajevi, Galjipovci, Gornja Ilova, Gornja Mravica, Gornji Galjipovci, Gornji Palačkovci, Gornji Smrtići, Gornji Štrpci, Gornji Vijačani (dio), Grabik Ilova, Gusak, Hrvaćani, Husrpovci, Jadovica, Jasik, Kokori, Konjuhovci, Karać, Kremna, Kulaši, Lišnja, Lužani, Maćino Brdo, Mračaj, Mravica, Mujinci, Naseobina Babanovci, Naseobina Hrvaćani, Naseobina Lišnja, Novo Selo, Okolica, Orašje, Otpočivaljka, Paramije, Pečeneg Ilova, Popovići, Potočani, Prnjavor, Prosjek, Puraći, Ralutinac, Ratkovac, Skakavci, Šarinci, Šereg Ilova, Šibovska, Štivor, Velika Ilova e Vršani.

## Origini del nome
Zdravko Nedović nel libro "Prnjavor i njegova okolina" ("Prnjavor e dintorni") tratta delle origini del luogo:
“La maggior parte dei villaggi nella zona è più vecchia di Prnjavor. (...) Prnjavor è una cittadella relativamente giovane. (...) Il nome Prnjavor è un toponimo piuttosto diffuso. Nei territori della ex- SFRJ esistevano 12 villaggi col nome Prnjavor (...)".
Esistono due modi con cui è stato attribuito questo toponimo.
1) 	Monastero. È un antico modo con cui si designavano i possedimenti dei monasteri. Vi sono diverse varianti che si fanno risalire alla pronoia nell'Impero bizantino.
2) 	Viaggiatori di passaggio. Prnjavor è situata in una zona di transito lungo la Sava. In particolare, chi passava per Prnjavor erano mercanti o viaggiatori che da Tešanj e Bosanski Kobaš erano diretti a Banja Luka. Talvolta i passanti si insediavano momentaneamente in un qualche punto del loro percorso. Di qui, l'inizio di una nuova vita che viene reso nella lingua locale con il verbo “sprnjavoriti se”. L'espressione rimanda alla voce di origine popolare “prnje” (letteralmente “cianfrusaglie”), giacché nella mentalità di un tempo chi si insedia in un luogo e ricomincia da capo era necessariamente uno che ne aveva bisogno, uno che non aveva niente, se non, appunto, le poche cianfrusaglie che si è portato dietro.
Nel caso di questa Prnjavor è probabile che vi sia un incrocio delle due varianti. In particolare, alla prima variante va associata la creazione di un monastero e di un villaggio circostante agli inizi dell'800. Alla seconda va associata la creazione del nucleo urbano dopo il 1878.

## Storia

### Il passato della provincia
Sulla storia di Prnjavor in epoca antica e moderna le fonti sono tuttora incerte e talvolta discordi. La città odierna è un insediamento urbano piuttosto recente, che si fa risalire al XIX secolo.
L'area dell'attuale Prnjavor si dice sia stata abitata anche in epoca romana. Ma una colonizzazione più intensa si ebbe solo a partire dal Medioevo. Già allora la provincia e i dintorni venivano a configurarsi come distretto di confine. In alcuni documenti del ‘300, Papa Gregorio XI cita la provincia di Glaž (castrum Galaas oppure Glas), dove pare che già allora convivessero comunità "eretiche e scismatiche" accanto a quella di culto cattolico romano. 
Tra il '300 e il '400 la provincia è appartenuta al Regno di Bosnia e al Regno di Croazia-Ungheria.
Con l'avanzata dei turchi, la fortezza di Glaž entrò a far parte della banovina di Jajce, provincia di confine istituita dal Regno croato-ungherese al fine di arginare l'avanzata turca. La provincia di Glaž cadde sotto il dominio Ottomano nella prima metà del ‘500. Molto probabilmente in un anno tra la caduta di Jajce e Banja Luka (1528) e la caduta di Gradiška (1537). Però, dopo un periodo di ascesa, l'Impero Ottomano cominciò ad avvertire i primi sintomi di instabilità e di conseguenza la zona di frontiera di Glaž risentì di un inasprimento dei conflitti etnici. Tra il '500 e il '700 la composizione etnica della zona cambiò in modo sostanzioso. La popolazione cattolica si ridusse al minimo, mentre prevalse quella mussulmana (turca o convertita all'Islam), accanto alla crescente comunità dei cristiani di rito orientale (ortodossi).
Nel corso del XIX secolo l'Impero ottomano andò crollando, cosicché anche i suoi possedimenti territoriali vennero pian piano erosi. In questo periodo (tra il 1830 e il 1880) nasce la prima borgata che sta all'origine della città. Il nome "Prnjavor" per la prima volta citato in un documento ufficiale nel 1829. Secondo le testimonianze, si trattava di un centinaio di case nella zona della Dobra voda (anche Lazina Voda o Vodica) per una popolazione complessiva di un migliaio di abitanti. La maggior parte degli abitanti erano serbo-ortodossi originari dalla Erzegovina orientale, dal Montenegro settentrionale, dalle Bocche di Cattaro, e dalla Serbia centrale.
Con il trattato di Berlino (1878) l'Impero austro-ungarico assunse l'amministrazione della Bosnia, la quale rimase tuttavia proprietà dell'Impero ottomano. Solo nel 1908 l'Impero austro-ungarico avrebbe annesso tutta la Bosnia, ma nel frattempo attuò una politica di ripopolamento strategico della zona a discapito delle locali autorità turche. È così che nella provincia approdarono Ucraini, Cechi, Italiani, Magiari, Slovacchi, Tedeschi, Polacchi, Ebrei. Si venne a configurare progressivamente quella che poi verrà definita Mala Evropa. Il 1º luglio 1880 vennero ufficialmente fondate la città e la provincia di Prnjavor, dall'unione di parti di tre unità amministrative confinanti.
Con la prima guerra mondiale cadde anche l'Impero austro-ungarico e Prnjavor passò sotto il Regno dei serbi, croati e sloveni (SHS). È in questo lasso di tempo (1920-1938) che la città si espanse: si aprirono officine, ostelli, botteghe e anche un paio di impianti manifatturieri. 
Con la seconda guerra mondiale (in Bosnia: 1942-1945), la provincia passò sotto la NDH. 
Nella provincia di Prnjavor, il periodo bellico significò uno schierarsi delle comunità su base religiosa ed etnica. E se la Bosnia fu il teatro vero e proprio della Resistenza ad opera dei partigiani di Tito, Prnjavor tra il 1942 e il 1945 fu al centro di aspri combattimenti.
Con il 1945 Prnjavor entrò a far parte dello Stato federativo jugoslavo. Il periodo che va dal 1945 al 1947 è un periodo di punizioni, epurazioni, verdetti approssimativi, vendette da dopoguerra, conversioni forzate e/o ambigue e così via. 
Di nuovo il panorama etnico del comune venne a riconfigurarsi. Tra le altre rimasero la comunità ucraina, quella italiana, quella ceca e sporadici residui di quei gruppi etnici che una volta componevano la Mala Evropa. Lo Stato jugoslavo tutelava queste minoranze, sebbene in un panorama di generale livellamento culturale in cui le differenze divenivano eccezioni. A questo proposito è opportuno sottolineare come tutto il periodo del secondo dopoguerra e della guerra fredda, non fu un'epoca di grande tolleranza e convivenza interetnica.
Con la morte di Tito nel 1980, gradualmente si risvegliarono anche antichi odi sopiti nel tempo. 
Nel 1992 scoppiò la Guerra in Bosnia, che durò fino al 1996. La zona di Prnjavor non fu uno dei centri più devastati, sebbene anche qui, come altrove, si siano manifestati focolai di guerra.
Dopo gli accordi di Dayton, il comune rientrò nella sua interezza, nell'unità amministrativa della Republika Srpska. 
Attualmente la città è in una fase di stabilizzazione politica e istituzionale nell'ambito dell'entità serba della Bosnia.

## Economia
Nel tempo, l'economia locale è andata sviluppandosi in agricoltura e industria, di cui la seconda è piuttosto recente. 
Attualmente, vanno riducendosi le forme di agricoltura di sussistenza ma l'agricoltura rimane uno dei settori portanti. È in crescita la media e piccola impresa. Si registra un forte inurbamento, tant'è che i confini del centro urbano si stanno man mano allargando. Al momento i problemi principali sono l'abbattimento della disoccupazione (post-bellica) e la costruzione di infrastrutture (ad es. l'impianto fognario).

### Agricoltura
Considerato che quasi quattro quinti della popolazione vive in aree rurali e tenendo presente le grandi quantità di superficie coltivabile, l'agricoltura si può dire il ramo più importante dell'economia locale. 
A rinforzare l'agricoltura locale concorrono anche altri fattori: da un lato la flora e la fauna locali sono tuttora ben conservati; dall'altro la provincia manca ancora di significative capacità industriali.
Su tutta la superficie agricola coltivata, il 77 % sono colture di cereali, il 10% ortaggi mentre il resto è seminato con colture industriali, bacche e alberi da frutto. Si costruiscono nuove serre e si sono iniziati progetti di produzioni biologiche.
Nella periferia, sin dai tempi della ex-Jugoslavia esistevano un allevamento di fagiani e una grande scuderia di cavalli Lipizzani. Quest'ultima, la “Ergela-Vučijak”, fu fondata nel 1946. Oggi vi si contano circa cinquanta capi di cavallo Lipizzano.

### Industria, manifatture, secondario e terziario
Con l'avvento dell'ex-Jugoslavia nacque anche una serie di fabbriche, cosicché fino al 1992 esistevano i seguenti stabilimenti: "Sloga-Prnjavor" (produzione scarpe), "Kožara" (conceria), “Metalka" (produzione di catene), "Kvalitet" (arredamento), "Jelšingrad" (gru, macchine utensili), "Unis" (tubi di metallo), "Standard" (arredamento scolastico), "Pionir" (abbigliamento) e altri. Oggi la maggior parte di queste fabbriche è chiusa.
Per un certo periodo, dopo la guerra, le maggiori fonti di reddito non agricole provenivano dai resti dell'industria locale e dagli emigrati all’estero (Europa centro-occidentale, Stati Uniti, Australia).
Negli ultimi sette anni è andata avanti una campagna di privatizzazione delle ditte statali, cosicché le piccole e medie imprese hanno dovuto assorbirne le ricadute sociali. In una prospettiva a lungo termine il comune ha deciso di incentivare la piccola e media impresa. La procedura di rilascio delle concessioni edilizie è stata semplificata e allo stesso tempo sono stati costruiti stabili per nuove ditte. Nella pianificazione di questa ristrutturazione si è dato speciale attenzione al bisogno di investimento e sviluppo della locali comunità. Così Prnjavor è diventato un luogo interessante per investitori, soprattutto per l'emigrazione di ritorno dall'Europa occidentale. Tra il 2000 e il 2005 si calcola che ci siano state circa 4000-5000 nuove assunzioni nel settore privato. 
Vi è quindi una certa crescita di ditte private, negozi e botteghe in proprio, nonostante una serie di episodi di corruzione e guasti della politica. Altro settore in sviluppo è quello alberghiero e della ristorazione (hotel, ristoranti, caffè, bar).
In fase di riassestamento sono anche le strutture amministrative, inglobate in un processo che coinvolge tutto il distretto.

### Turismo e beni culturali
Se da un lato Prnjavor non si può dire un centro che vive di turismo, dall'altro la città offre sicuramente delle attrattive.
Le grandi aree boschive, assieme al fiume Ukrina e al lago Drenova rappresentano buoni centri per la caccia e la pesca. Il monte Motajica, le foreste della Čavka e il monte Ljubić sono mete per comitive di cacciatori (dalla Germania, Austria e specialmente dall'Italia).
Banja Kulaši Spa, a 14 km da Prnjavor, era noto come centro terapeutico sin dai tempi dell'Impero austro-ungarico. Il nome stesso della località si fa risalire a un episodio connesso alle sue sorgenti di acque termali, ricche di componenti solfurei. Banja Kulaši è piuttosto frequentato da pazienti provenienti da diverse parti della Bosnia. Vi si curano specialmente disfunzioni e malattie cutanee (psoriasi, eczemi, acne..), suturazioni post-operatorie, infiammazioni alle ossa, ai muscoli o alle articolazioni, problemi al fegato, allo stomaco e al sistema urinario.
Di recente sono stati ristrutturati i monasteri di Stuplje (riscoperto nel 1994) e Liplje. Un bene culturale tutelato già ai tempi della ex-Jugoslavia è la chiesetta di Palačkovci, eretta nel 1843.
Interessante è anche la chiesa di Sv. Georgije, a Prnjavor. All'ingresso della città è esistita, fino alla guerra anche una moschea, che è stata più volte distrutta e ricostruita.

## Demografia, cultura locale e laMala Evropa
Come si è visto nell'excursus storico, nell'area di Prnjavor si sono succeduti diversi governi, facendovi transitare o emigrare diverse popolazioni. 
Basti pensare che ancor oggi a Prnjavor ci sono cognomi che appartengono contemporaneamente sia a famiglie di fede cattolica, che di fede ortodossa, che musulmana.
Il ripopolamento di epoca asburgica (1878-1909) portò alla formazione di una cittadella multietnica, che alcuni chiamarono Mala Evropa, come a designare una cittadella che per la sua varietà culturale può definirsi una "Piccola Europa" in miniatura. Prnjavor divenne così la cittadella col più alto numero (22) di etnie presenti nel medesimo spazio amministrativo della Bosnia.
Nel 1970 il giornalista Nikodin Slatinac scrive: "...Negli scherzi e nelle battute tra noi si poteva sentir parlare il serbo-croato, l'ucraino, il ceco, il polacco e il tedesco. Imitando gli uni gli altri parlavamo un poco di ciascuna di queste lingue; conoscevamo una serie di interessanti aneddoti, proverbi, barzellette, e anche bestemmie. Conoscevamo soprattutto l'ucraino e lo si parlava volentieri, sebbene l'avessimo imparato solo ascoltandolo. Le tradizioni e il folclore venivano continuamente confrontati e integrati tra gli ucraini e la popolazione locale. Non ricordo nemmeno il numero di tutte le canzoni d'amore e canti patriottici ucraini che abbiamo imparato". 
- Uno dei gruppi più noti è appunto quello degli ucraini, noti anche come “russini” (rusini). Agli inizi del '900 venne fondato il villaggio di Lišnja, composto di immigrati ucraini e polacchi giunti dalla Galizia sud-occidentale, all'epoca possedimento austro-ungarico. Qui nasce uno dei primi centri culturali ucraini in tutta la Bosnia. Nel 1909 viene infatti fondato il circolo “Prosvita” che ben presto viene affiliato al circolo “Prosvita” di Leopoli (principale centro della Galizia) e al circolo “Prosvita” di Zagabria. Altri circoli culturali ucraini (alcuni tuttora esistenti) erano "Dramski kružok", "Ukrajinsko kulturno-prosvjetno društvo Taras Ševcenko” e "Cervona Kalena".
- Nel villaggio di Šibovska risiedeva agli inizi del secolo una comunità tedesca, che scomparve all'indomani del Secondo conflitto mondiale.
- La comunità polacca, tra il 1946 e il 1947 decise il rimpatrio in Polonia e si trasferì a Bolesławiec. Negli anni '70 Prnjavor sottoscrisse un gemellaggio con la città di Bolesławiec; è possibile vedere a Bolesławiec tutt'oggi qualche motel col nome “Prnjavor”.
- A pochi chilometri dalla città, si trova Štivor, località di emigranti italiani.

Oggi la città è a maggioranza etnica serbo-ortodossa, sebbene vi conviva ancora parte dei gruppi etnici che componevano la Mala Evropa.
Questi i dati del periodo 1971-1991:
Composizione etnica secondo il censimento del 1971: (totale: 46.734)
- Serbo-Ortodossi - 35.177 (75,27%)
- Musulmani - 6.143 (13,14%)
- Croato-Cattolici - 2.148 (4,59%)
- Jugoslavi - 96 (0,20%)
- Altri - 3.170 (6,80%)

Composizione etnica secondo il censimento del 1991: (totale: 47.055)
- Serbo-Ortodossi - 33.508 (71,21%)
- Bosniaco-Musulmani - 7.143 (15,18%)
- Croato-Cattolici - 1.721 (3,65%)
- Jugoslavi - 1.757 (3,73%)
- Altri - 2.926 (6,23%)

Oggi a Prnjavor si possono trovare associazioni culturali di Ucraini, Italiani (a Štivor), Cechi (a Mačino Brdo), Romi.

### Comunità italiana
Secondo il censimento jugoslavo del 1991, gli italiani in Bosnia Erzegovina erano ancora 732, di cui circa due terzi nel comune di Prnjavor, nel quale si erano insediati a partire dalla fine del XIX secolo emigrando dall'attuale provincia di Trento. I trentini erano concentrati a Štivor, dove nel 1991 il 73,13% della popolazione era di lingua italiana; il villaggio ospitava la sezione periferica della scuola di Šibovska, con lingua d'insegnamento italiana, che registrava nel 1986 91 iscritti e otto insegnanti

## Sport
Questa la lista dei club sportivi di Prnjavor:
- FK Ljubić (calcio)
- FK Lazina Voda (calcio)
- KK Mladost '76 (pallacanestro)
- KK Prnjavor (pallacanestro)
- OK Ukrina (pallavolo)
- RK Sloga Prnjavor (pallamano)
- AK Prnjavor (atletica leggera)
- TK Prnjavor (taekwondo)
- KK Ipon (karate)
- KBK Prnjavor (kick-boxe)

I migliori successi vengono per ora dal FK Ljubić, che gioca nella Serie A del campionato di calcio della Republika Srpska (BiH).
Inoltre, sin dai tempi dell'ex-Jugoslavia, nel giorno della Liberazione di Prnjavor (10 luglio), si tiene un motoraduno con relativa gara competitiva.

## Amministrazione

### Gemellaggi
- Belgrado
- Priština
- Bolesławiec